# IBM AT
L'IBM Personal Computer AT (abbreviazioni diffuse: IBM PC AT, IBM AT, PC AT, AT) o IBM 5170, è un personal computer dell'IBM di seconda generazione commercializzato dal 1984 al 1987.
"AT" è sigla dell'inglese "advanced technology" che in italiano significa "tecnologia avanzata". Il riferimento è alle soluzioni tecniche adottate nell'IBM Personal Computer AT che innovavano profondamente l'architettura del precedente IBM Personal Computer XT.
Questa configurazione fu la base per la maggior parte degli IBM compatibili x86 successivamente commercializzati da svariati produttori.

## Caratteristiche tecniche
- CPU Intel 80286 a 6 o 8 MHz.
- Bus AT (16 bit per i dati e 24 bit per gli indirizzi, compatibile con le precedenti schede d'espansione progettate per il PC XT).
- 15 IRQ e 7 canali DMA (la precedente generazione di PC IBM aveva 8 IRQ e 4 canali DMA).
- Oltre 15 MB di memoria massima in luogo dei 640 kB del PC XT.
- Una batteria al nickel-cadmio collegata alla motherboard che permetteva di alimentare i 50 byte della memoria CMOS dove erano memorizzati i parametri del BIOS necessari all'accensione, tra cui la data e l'ora.
- Una tastiera con 84 tasti.
- Un drive per floppy disk da 5,25 pollici e 1,2 MB (15 settori da 512 byte, 80 tracce, doppia faccia) più di tre volte capienti dei precedenti floppy disk da 360 kB del PC XT.
- Un hard disk da 20 MB (solo nella versione avanzata).
- Scheda grafica EGA con risoluzione 640×350 pixel in 16 colori scelti da una tavolozza di 64 colori.